# Francesco Chiarchiaro
Francesco Chiarchiaro (Palazzo Adriano, 7 marzo 1748 – Palazzo Adriano, 31 ottobre 1834) è stato un vescovo cattolico italiano di etnia albanese. Fu vescovo ordinante per i fedeli albanesi di rito orientale dell'isola e vescovo titolare di Lampsaco.

## Biografia
Francesco Chiarchiaro nacque il 7 marzo 1748 a Palazzo Adriano, colonia albanese (di rito bizantino) nell'allora territorio dell'arcidiocesi di Monreale (di rito latino).
Fu rettore della chiesa madre Maria SS. Assunta di Palazzo Adriano e successivamente rettore nel seminario greco di Palermo. Il 10 luglio 1816 venne nominato vescovo titolare di Lampsaco e successivamente consacrato il 26 settembre 1816 da Thomas Basilius Tomaggian, arcivescovo di Durazzo, co-consacranti Michele Belli arcivescovo di Nazianzo e Carlo Zen arcivescovo di Calcedonia.
Morì il 31 ottobre 1834 a Palazzo Adriano, lasciando tutti i suoi averi e parecchie case ai poveri del paese.

## Genealogia episcopale e successione apostolica
La genealogia episcopale è:
- Cardinale Scipione Rebiba
- Cardinale Giulio Antonio Santori
- Cardinale Girolamo Bernerio, O.P.
- Arcivescovo Galeazzo Sanvitale
- Cardinale Ludovico Ludovisi
- Cardinale Luigi Caetani
- Cardinale Ulderico Carpegna
- Cardinale Paluzzo Paluzzi Altieri degli Albertoni
- Papa Benedetto XIII
- Papa Benedetto XIV
- Papa Clemente XIII
- Cardinale Enrico Benedetto Stuart
- Cardinale Michele Di Pietro
- Arcivescovo Thomas Basilius Tomaggian, O.F.M.Conv.
- Vescovo Francesco Chiarchiaro